# سیارک ۲۲۱۷
سیارک ۲۲۱۷ (به انگلیسی: 2217 Eltigen، نامگذاری:1971SK2) دو هزار و دویست و هفدهمین سیارک کشف شده‌است که در ۲۶ سپتامبر ۱۹۷۱ کشف شد.
قدر مطلق سیارک برابر ۱۰٫۸۰ است.